# Тасанаре (Анкона)
Тасанаре (итал. Tassanare) насеље је у Италији у округу Анкона, региону Марке.
Према процени из 2011. у насељу је живело 16 становника. Насеље се налази на надморској висини од 399 м.